# Claude Saint-Cyr
Pour les articles homonymes, voir Saint-Cyr.
Simone Naudet (née à Paris 11e le 7 avril 1911, morte à Griselles le 3 septembre 2002), plus connue dans le monde de la mode sous le nom de Claude Saint-Cyr, fut une des plus célèbres modistes de son temps.

## Biographie
Sa mère était née à Comiac, au hameau de Nauvioles. Normalienne, elle se destinait à la carrière d’institutrice quand elle connut Alfred Naudet, originaire de la Beauce. De cette union naît Simone Naudet, à Pais en 1911. Lorsque la Première Guerre mondiale éclate, madame Naudet envoie sa fille chez ses parents, à Nauvioles.
Dans le livre Le Siècle en chapeaux (Jacqueline Demorex - Paris 1991) qui relate la vie de la célèbre modiste, Claude Saint-Cyr se souvient de « cette grande bâtisse au toit couvert de dalle de schiste, imposante comme une forteresse, où il n’y avait ni eau courante, ni électricité, mais une grande cheminée où il faisait bon s’asseoir… ». Elle est certaine que cette petite enfance dans le Haut-Quercy – dont elle n’a pas oublié le patois – lui a formé le goût. Elle raconte « …le moindre objet avait là-bas des proportions parfaites et tout ce qui m’entourait était fonctionnel, essentiel et naturel. Des murs de pierre aux toits de schiste en passant par les ustensiles de cuivre et d’étain et la lumière dorée sur l’horizon vallonné, tout était harmonieux ».
Rapidement elle s’intéresse aux chapeaux et travaille chez sa tante, modiste à Paris comme apprentie. En 1930, elle entre chez Gaby Mono, place Vendôme, puis chez Jean Patou, comme vendeuse. En 1937, elle ouvre son propre salon, au 122 rue du Faubourg-Saint-Honoré et s’impose rapidement par son goût. C’est l’époque ou le chapeau est bien plus qu’un accessoire, c’est un univers à lui tout seul. Elle part en Angleterre et en 1953 elle présente sa première collection. Elle est, à ce moment-là, nous dit-on « une jeune femme superbe, une longue silhouette sportive, un visage bien structuré avec un beau nez droit, un menton volontaire et une élégance irréprochable ».
Elle se marie avec Georges Martin, un photographe de talent qui immortalise les plus beaux chapeaux de ses collections. Leur fille, Christine, passe plus tard toutes ses vacances scolaires à Comiac, auprès de ses grands-parents qui avaient fait construire une « villa » au lieu-dit Moulène, à l’entrée du bourg de Comiac. Claude Saint-Cyr et son mari font de courts séjours à Comiac pour accompagner leur fille et chaque fois, elle visitait la maison de Nauvioles à laquelle elle était restée très attachée.
Son ascension dans le monde du chapeau est fulgurante. À Paris, elle chapeaute les artistes telles Edwige Feuillère, Martine Carol… Ayant toujours eu un penchant pour l’Angleterre, une de ses clientes est la duchesse de Windsor. Sa Majesté la reine Élisabeth ne manque pas de modistes, mais dès 1953, Claude Saint-Cyr travaille pour elle et fournit le palais de Buckingham,.
Claude Saint-Cyr chapeaute aussi la princesse Margaret, la reine mère et des dames de la Cour. Elle coiffe Margaret pour son mariage. Pendant des décennies, Claude Saint-Cyr travaille avec des couturiers comme Marcel Rochas, Nina Ricci, Robert Piguet et crée plus de dix mille chapeaux. Et elle continue à en concevoir malgré le déclin de cette mode. C’était sa passion.
Sa mère Madame Naudet, veuve, est venue pendant de nombreuses années passer toute la belle saison à Comiac dans la maison de Moulène.  Quant à Claude Saint-Cyr, elle vivait dans un moulin du XIIIe siècle, non loin de Paris, et qui, disait-elle « lui rappelait sa ferme du Lot ». Elle meurt en 2002,.